# Джованні Реджо
Джованні Реджо (італ. Giovanni Reggio, 12 грудня 1888 — 22 грудня 1972) — італійський яхтсмен.  Чемпіон літніх Олімпійських ігор 1936 року. Учасник Олімпійських Ігор 1928 та 1948 років.